# Miike Snow (album)
Miike Snow è il primo eponimo album in studio del gruppo musicale indie pop svedese Miike Snow, pubblicato nel 2009.

## Tracce
1. Animal – 4:23
2. Burial – 4:21
3. Silvia – 6:26
4. Song for No One – 4:10
5. Black & Blue – 3:41
6. Sans Soleil – 4:27
7. A Horse Is Not a Home – 4:13
8. Cult Logic – 3:56
9. Plastic Jungle – 3:54
10. In Search Of – 5:16
11. Faker – 2:34